# السعدة
قرية السعدة هي إحدى القرى التابعة لمركز أطسا في محافظة الفيوم في جمهورية مصر العربية. حسب إحصاءات سنة 2006، بلغ إجمالي السكان في السعدة 7884 نسمة، منهم 4187 رجل و3697 امرأة.